# Leslie Fenton
Leslie Fenton (12 de marzo de 1902 – 25 de marzo de 1978) fue un actor y director cinematográfico de origen inglés, que intervino a lo largo de su carrera en 62 películas entre 1923 y 1945.

## Biografía

### Inicios
Nacido en Liverpool, Inglaterra, emigró a Estados Unidos junto a su madre, Elizabeth Carter, y sus hermanos cuando tenía seis años de edad. Viajaron a bordo del RMS Celtic, que zarpó de Liverpool el 11 de septiembre de 1909, alcanzó el Puerto de Nueva York y Nueva Jersey y pasó la inspección de inmigración en la isla Ellis el 19 de septiembre. Fueron admitidos con rapidez, continuando su viaje por ferrocarril para unirse a su padre, Richard Fenton, un representante de calzado, establecido en Mifflin (Ohio).

### Carrera
Siendo adolescente, Fenton trabajó como oficinista. Después se mudó a Nueva York, donde empezó a actuar en el teatro. Su carrera en el cine empezó posteriormente con Fox Broadcasting Company. Además de actuar, también fue director de 19 filmes entre 1938 y 1951.

### Servicio militar
Fenton sirvió en el ejército durante la Segunda Guerra Mundial. En la primavera de 1941 fue destinado a la Royal Navy Volunteer Reserve. En 1942, como comandante de una motor launch, tomó parte de la Operación Chariot, en la que resultó herido y por la que pasó varios meses recuperándose en Devon. Incapaz de volver a embarcar, asumió un trabajo administrativo en la Oficina de Guerra.

### Vida personal
Leslie Fenton se casó con la actriz estadounidense Ann Dvorak en 1932. Dvorak (Anna May McKim) se mudó a Inglaterra con Fenton mientras él servía en las Fuerzas Armadas británicas durante la guerra. El matrimonio no tuvo hijos y acabó divorciado en 1945. Fenton falleció en 1978 en Montecito, California, a los 76 años de edad. Fue enterrado en el cementerio de Santa Bárbara (California).

## Filmografía

### Actor
- 1923 :
  - Gentle Julia
- 1925 :
  - Havoc, de Rowland V. Lee
  - Thunder Mountain
  - Lazybones, de Frank Borzage
  - East Lynne
  - The Ancient Mariner
- 1926 :
  - The Road to Glory, de Howard Hawks
  - Sandy
  - The Shamrock Handicap, de John Ford
  - Black Paradise
  - What Price Glory?, de Raoul Walsh
- 1927 :
  - An Old Flame
  - Roses and Romance
  - The Last Performance
- 1928 :
  - The Gateway of the Moon
  - The Showdown
  - The Dragnet, de Josef von Sternberg
  - The First Kiss, de Rowland V. Lee
- 1929 :
  - The Office Scandal
  - Girls Gone Wild
  - A Dangerous Woman
  - The Man I Love, de William A. Wellman
  - Broadway
  - Paris Bound
  - Woman Trap, de William A. Wellman
  - Dynamite, de Cecil B. DeMille
- 1931 :
  - The Man Who Came Back, de Raoul Walsh
  - El enemigo público, de William A. Wellman
  - Kick In
  - Murder at Midnight
  - The Pagan Lady
  - The Guilty Generation
- 1932 :
  - The Hatchet Man, de William A. Wellman
  - The Famous Ferguson Case
  - The Strange Love of Molly Louvain, de Michael Curtiz
  - Thunder Below
  - Airmail, de John Ford
- 1933 :
  - F.P.1
  - Night Flight, de Clarence Brown
  - Lady Killer
- 1934 :
  - I Believed in You
  - Fugitive Road
  - Take the Stand
  - Marie Galante
  - Strange Wives, de Richard Thorpe
- 1935 :
  - The Casino Murder Case, de Edwin L. Marin
  - Star of Midnight, de Stephen Roberts
  - Stolen Harmony
  - Chinatown Squad
  - Men Without Names, de Ralph Murphy
  - East of Java
  - White Lies
- 1936 :
  - Two in the Dark
  - Murder on a Bridle Path, de William Hamilton y Edward Killy
  - Sworn Enemy
  - The Longest Night
  - House of Secrets
- 1937 :
  - China Passage
  - Soak the Poor
- 1938 :
  - Captain Kidd's Treasure
  - Forja de hombres, de Norman Taurog

### Director
- 1938 : Captain Kidd's Treasure
- 1938 : Miracle Money
- 1938 : The Forgotten Step
- 1938 : A Criminal Is Born
- 1939 : Tell No Tales
- 1939 : Stronger Than Desire
- 1939 : Lady of the Tropics
- 1940 : The Man from Dakota
- 1940 : The Golden Fleecing
- 1941 : The Saint's Vacation
- 1943 : It's Just the Way It Is
- 1944 : Tomorrow, the World!
- 1945 : Pardon My Past
- 1948 : On Our Merry Way
- 1948 : Saigon
- 1948 : Lulu Belle
- 1948 : Whispering Smith
- 1949 : Streets of Laredo
- 1951 : The Redhead and the Cowboy

### Productor
- 1945 : Pardon My Past